# Alexanderkirche
Alexanderkirche bzw. St.-Alexander-Kirche ist der Name folgender Kirchengebäude:

## Deutschland
- St. Blasius und Alexander (Altusried)
- St. Alexander (Mellrich) in Anröchte
- Stiftsbasilika St. Peter und Alexander (Aschaffenburg) (nach Alexander I. (Bischof von Rom))
- St. Alexander (Bawinkel)
- St. Alexandri (Einbeck) (nach Alexander von Rom)
- St.-Alexandri-Kirche (Eldagsen)
- St. Theodor und Alexander (Haldenwang)
- Alexander und Brüder (Krebeck)
- St. Alexander (Iggenhausen) in Lichtenau
- St. Alexander (Schepsdorf) in Lingen
- St. Alexandri (Luttringhausen)
- Alexanderkirche (Marbach am Neckar) (nach Alexander I. (Bischof von Rom))
- St. Alexander (Mühlhausen) in Tiefenbronn
- St. Alexander und Georg (Niedersonthofen)
- Alexanderkirche (Oerlinghausen)
- St. Alexander (Ofterschwang)
- St. Alexander und Theodor (Ottobeuren) (nach Alexander von Rom)
- St.-Alexander-Kirche (Rastatt) (nach Alexander I. (Bischof von Rom))
- St. Alexander (Schmallenberg) (nach Alexander von Rom)
- Alte St.-Alexander-Kirche (Wallenhorst) (nach Alexander von Rom)
- Neue St.-Alexander-Kirche (Wallenhorst) (nach Alexander von Rom)
- St. Martin und Alexander (Waltenhofen)
- St. Alexander (Daseburg) in Warburg
- Alexanderkirche (Wildeshausen) (nach Alexander von Rom)
- St. Alexander (Willershausen) in Kalefeld
- Alexanderskirche (Zweibrücken) (nach Pfalzgraf Alexander)

## Estland
- Alexanderkirche (Narva)

## Finnland
- Alexanderkirche (Tampere)

## Italien
- Basilica Autarena in der Lombardei
- Dom St. Alexander, Bergamo (nach dem Märtyrer Alexander)
- Sant’Alessandro Maggiore (Lucca)
- Santi Bartolomeo ed Alessandro dei Bergamaschi, Rom
- Sant’Alessandro (Sanzeno), nach Alexander der Ostiarier

## Polen
- Alexanderkirche (Suwałki)
- Alexanderkirche (Warschau)

## Schweiz
- St. Alexander (Aadorf)

## Ukraine
- Alexanderkirche (Kiew)